# Zalány
Zalány (dříve též Žalany, Nový Nepomuk či Nová Ves, německy Salan) jsou část města Rožmitál pod Třemšínem v okrese Příbram ve Středočeském kraji. Nachází se asi 3,5 kilometru severně od Rožmitálu pod Třemšínem. Zalány leží v katastrálních územích Rožmitál pod Třemšínem o výměře 11,59 km² a Starý Rožmitál o výměře 5,88 km². Malá severní část vesnice zasahuje i do sousední obce Nepomuk.

## Historie
První písemná zmínka o vesnici pochází z roku 1793. Zálany byly založeny roku 1793–1795, devíti rodinami z Nepomuku na pozemcích koupených od rožmitálských měšťanů, protože podle uvedeného privilegia se Nepomuk nesměl rozšiřovat. Nová osada dostala jméno „Nový Nepomuk“ nebo „Nová Ves“, aby se odlišila od původní osady které se začalo říkat „Starý Nepomuk“. Tyto názvy však zanikly a vžilo se pojmenování Zalány, které osadě dali Češi z Rožmitálu. Osadníci byli původem šumavští Němci z česko-bavorské hranice, kteří přišli na pozvání arcibiskupa Františka Ferdinanda Khünburga, který se snažil znovu zalidnit krajinu po morové epidemii. Německé obyvatelstvo se zcela asimilovalo s českým obyvatelstvem a jeho původ připomínají už jen příjmení a stále užívaná přezdívka V Němcích. Farou obec patří ke Starému Rožmitálu. Dříve obec katastrálně patřila k Nepomuku, Starému Rožmitálu a Rožmitálu. Zalánské děti chodily do školy v Nepomuku. Místní obyvatelé, ale dlouho usilovali o přeškolení do Rožmitálu, což se jim po dlouhých bojích podařilo. Obyvatelé bývali převážně zemědělci, lesní dělníci, cvočkaři a řezbáři. V Zalánech se 150 let typicky vyřezávaly tzv. zalánské madony – dřevěné sošky Panny Marie svatohorské, kterým se podle obce říkalo „Zalánky”. Rozšíření výroby figurek souviselo s blízkostí poutní cesty na Svatou horu, kam hotové sošky putovaly k prodeji.
V roce 1923 byla v obci postavena kaplička.
V roce 2022 zorganizoval místní osadní výbor akci s názvem Zalánská stopa. Ve spolupráci s lesníky Vojenských lesů bylo vysázeno 750 sazenic jedlí jako odkaz budoucím generacím.

## Obyvatelstvo
Roku 1837 zde bylo jako při založení 9 domů, v roce 1862 již 30, r. 1870 – 40, r. 1880 – 60. Počet obyvatel v roce 1837 byl 88, v roce 1862 – 262, r. 1870 – 269, r. 1880 – 379, r. 1886 – 381.
| Rok            | 1869 | 1880 | 1890 | 1900 | 1910 | 1921 | 1930 | 1950 | 1961 | 1970 | 1980 | 1991 | 2001 | 2011 | 2021 |
| -------------- | ---- | ---- | ---- | ---- | ---- | ---- | ---- | ---- | ---- | ---- | ---- | ---- | ---- | ---- | ---- |
| Počet obyvatel | 269  | 410  | 270  | 443  | 455  | 244  | 442  | 181  | 172  | 298  | 206  | 161  | 141  | 148  | 154  |
| Počet domů     | 40   | 66   | 41   | 71   | 78   | 84   | 85   | 48   | 48   | 87   | 72   | 81   | 87   | 96   | 88   |

## Doprava
- Pozemní komunikace – Obcí prochází silnice III. třídy.
- Železnice – Železniční trať ani stanice na území obce nejsou.
- Autobusová doprava – V obci má zastávku autobusová linka Nepomuk - Rožmitál p.Tř. – Březnice - Mirovice (od 06/2022 zařazena do systému PID jako linka č. 495).